# 돈화문로
돈화문로(敦化門路, Donhwamun-ro)는 서울특별시 종로구 장사동 186-5에서 와룡동 139-4를 잇는 도로이다. 당초 충무로역교차로부터 창덕궁교차로까지의 구간이었으나, 2010년에 충무로역교차로에서 청계3가교차로까지의 구간이 충무로로 분리되었다. 이름의 유래는 종점에 있는 돈화문이다.
현재도 종로3가교차로에서 창덕궁교차로까지의 구간은 왕복 2차선으로, 조선 시대의 폭을 그대로 유지하고 있다. 청계3가교차로에서 종로3가교차로까지의 구간은 종로 방향으로의 일방통행 도로이며, 편도 3차선이다.

## 역사
- 조선 시대: 창덕궁의 어도(御道).[1]
- 1966년 11월 26일: ‘필동1가(중구 필동2가 82-1)~돈화문(종로구 와룡동 5)’ 구간을 돈화로(敦化路)로 지정[2]
- 2010년 4월 22일: 종로구 도로명 주소 고시, 청계3가 남단을 충무로로 분리

## 주요 경유지
서울특별시
- 종로구 (장사동 - 관수동 - 종로3가 - 묘동 - 와룡동)

## 노선
- 연한 파란색(■): 서울특별시도 제2707호선 구간

| 교차로 · 교량                         | 접속 노선                                 | 소재지                                | 소재지                                | 비고                                  |
| 서울특별시도 제2707호선 충무로와 직결 | 서울특별시도 제2707호선 충무로와 직결     | 서울특별시도 제2707호선 충무로와 직결 | 서울특별시도 제2707호선 충무로와 직결 | 서울특별시도 제2707호선 충무로와 직결 |
| ------------------------------------- | ----------------------------------------- | ------------------------------------- | ------------------------------------- | ------------------------------------- |
| 관수교 (청계천)                       |                                           | 종로구                                | 종로1.2.3.4가동                       |                                       |
| 청계3가                               | 서울특별시도 제50호선 청계천로            | 종로구                                | 종로1.2.3.4가동                       |                                       |
| 종로3가                               | 국도 제6호선 · 서울특별시도 제51호선 종로 | 종로구                                | 종로1.2.3.4가동                       |                                       |
|                                       | 돈화문로10길                              | 종로구                                | 종로1.2.3.4가동                       | 교차로 이름 없음                      |
| 돈화문로11길                          |                                           | 종로구                                | 종로1.2.3.4가동                       | 교차로 이름 없음                      |
|                                       | 돈화문로                                  | 종로구                                | 종로1.2.3.4가동                       | 교차로 이름 없음                      |
|                                       | 삼일대로30길                              | 종로구                                | 종로1.2.3.4가동                       | 교차로 이름 없음                      |
|                                       | 삼일대로32길                              | 종로구                                | 종로1.2.3.4가동                       | 교차로 이름 없음                      |
| 돈화문로                              |                                           | 종로구                                | 종로1.2.3.4가동                       | 교차로 이름 없음                      |
| 창덕궁                                | 서울특별시도 제C1호선 율곡로              | 종로구                                | 종로1.2.3.4가동                       |                                       |

## 부속도로
- ● : 전 구간 해당
- ▲ : 일부 구간 해당
- ✖ : 해당 없음

| 도로명         | 기점          | 종점          | 총연장 (m) | 차량 통행 가능 | 일방통행 | 소재지 | 소재지          |
| -------------- | ------------- | ------------- | ---------- | -------------- | -------- | ------ | --------------- |
| 돈화문로2길    | 장사동 10-2   | 장사동 112-15 | 237        | ▲              | ✖        | 종로구 | 종로1.2.3.4가동 |
| 돈화문로4길    | 종로3가 118-1 | 장사동 2-1    | 235        | ✖              | ✖        | 종로구 | 종로1.2.3.4가동 |
| 돈화문로5길    | 묘동 206-3    | 낙원동 48-5   | 238        | ✖              | ✖        | 종로구 | 종로1.2.3.4가동 |
| 돈화문로5가길  | 종로3가 10-3  | 돈의동 53-2   | 205        | ✖              | ✖        | 종로구 | 종로1.2.3.4가동 |
| 돈화문로6길    | 묘동 206-3    | 봉익동 163-2  | 149        | ●              | ●        | 종로구 | 종로1.2.3.4가동 |
| 돈화문로6가길  | 봉익동 163-2  | 묘동 18-1     | 207        | ▲              | ✖        | 종로구 | 종로1.2.3.4가동 |
| 돈화문로6나길  | 봉익동 163-2  | 봉익동 19-3   | 249        | ▲              | ✖        | 종로구 | 종로1.2.3.4가동 |
| 돈화문로8길    | 묘동 20-5     | 묘동 90-3     | 160        | ✖              | ✖        | 종로구 | 종로1.2.3.4가동 |
| 돈화문로9길    | 묘동 20-5     | 낙원동 146-2  | 235        | ▲              | ✖        | 종로구 | 종로1.2.3.4가동 |
| 돈화문로9가길  | 돈의동 78-1   | 돈의동 43-5   | 185        | ✖              | ✖        | 종로구 | 종로1.2.3.4가동 |
| 돈화문로10길   | 묘동 164-1    | 봉익동 38-33  | 159        | ●              | ●        | 종로구 | 종로1.2.3.4가동 |
| 돈화문로10가길 | 봉익동 31-1   | 봉익동 11-31  | 150        | ✖              | ✖        | 종로구 | 종로1.2.3.4가동 |
| 돈화문로11길   | 묘동 164-1    | 낙원동 260-3  | 255        | ●              | ●        | 종로구 | 종로1.2.3.4가동 |
| 돈화문로11가길 | 돈의동 53-2   | 와룡동 139-4  | 530        | ▲              | ✖        | 종로구 | 종로1.2.3.4가동 |
| 돈화문로11나길 | 묘동 164-3    | 운니동 65-4   | 352        | ▲              | ✖        | 종로구 | 종로1.2.3.4가동 |
| 돈화문로11다길 | 돈의동 39-1   | 익선동 166-2  | 277        | ✖              | ✖        | 종로구 | 종로1.2.3.4가동 |

## 주요 건물 및 시설
- 서울극장 (서울특별시 종로구 돈화문로 13)
- 서울종로경찰서 종로3가치안센터 (서울특별시 종로구 돈화문로 28)
- 우리은행 종로3가지점 (서울특별시 종로구 돈화문로 29)
- 서울종로소방서 종로119안전센터 (서울특별시 종로구 돈화문로 30)
- 서울 지하철 3호선 종로3가역 (서울특별시 종로구 돈화문로 지하30)
- 국민은행 돈화문지점 (서울특별시 종로구 돈화문로 89)
- 롯데시네마 피카디리점 (서울특별시 종로구 돈화문로5가길 1)
- 한국기독교장로회 초동교회 (서울특별시 종로구 돈화문로5가길 23)
- 서울 지하철 5호선 종로3가역 (서울특별시 종로구 돈화문로11길 지하26)